# Detlef Richter
Detlef Richter (n. 6 iunie 1956, Leipzig, RDG) este un bober ce a reprezentat Republica Democrată Germană, medaliat olimpic. A participat la 2 ediții ale Jocurilor Olimpice (1980, 1988) în care a câștigat o medalie de bronz.